# Мазепина могила
 Мазепина могила  — курган, розташований біля сіл Мазепинці і Андріївка Київської області. 
Саме тут були страчені і поховані козаки, які підтримали гетьмана Мазепу, в боротьбі проти російського царя Петра. 
За переказами тут також поховані козаки, затоптані польською кіннотою в садибі гетьмана Мазепи. 
За результатами обстеження Київської обласної археологічної експедиції в 1987 році, курган був визнаний видатною надмогильною і ритуальною спорудою.  Могила має сліди розкопок «чорних археологів».

## Встановлення хреста на кургані
У 2008 році за ініціативою генерального директора Білоцерківського будівельного комбінату, Заслуженого будівельника України, генерала Українського козацтва Андрія Дрохви, на кургані був встановлений 6 — метровий хрест, вагою близько трьох тонн.  На хресті зображений герб гетьмана Мазепи і козацька символіка.
У церемонії освячення хреста, яку провів священник парафії Святого Миколи Чудотворця Андрій Банах взяв участь Президент України Віктор Ющенко. Після цього Президент та інші учасники церемонії посадили біля кургану калину. 